# Das Meer war ruhig
Das Meer war ruhig (jap. あの夏、いちばん静かな海。, Ano natsu, ichiban shizukana umi., wörtlich: „Jener Sommer, das ruhigste Meer.“; engl. A Scene at the Sea) ist ein japanischer Spielfilm aus dem Jahr 1991. Regie bei dem Liebesfilm führte Takeshi Kitano, der auch das Drehbuch schrieb. Die Hauptrollen spielten Kuroudo Maki und Hiroko Ōshima. Der Film kam am 19. Oktober 1991 in die japanischen Kinos.

## Handlung
Shigeru ist taub geboren. Er hat einen Teilzeitjob bei der Müllabfuhr. Seine Freundin Takako teilt sein Schicksal – sie ist ebenfalls taub. Während seiner normalen Route mit dem Müllwagen entdeckt Shigeru in einem Müllhaufen ein kaputtes Surfboard. Shigeru nimmt es mit und nimmt sich vor, sich selbst das Surfen beizubringen.
Hartnäckig verfolgt er sein Ziel, erst verlacht, doch er wird immer besser. Schließlich wird ihm wiederholt seine Behinderung zum Verhängnis, etwa bei der Teilnahme an einer Surfmeisterschaft, zu der er von seinem Mentor (Besitzer des Surfladens) ermutigt wurde. Da er bei der Surfmeisterschaft nicht hört, als er aufgerufen wird, wird er disqualifiziert.
Als er erneut an einer Meisterschaft teilnimmt, gewinnt er sogar einen Pokal. Etwas später übt Shigeru wieder am Strand. Als Takako ihn dort besuchen kommt, findet sie aber nur noch das Surfbrett vor. Das Surfen kostete ihn letzten Endes das Leben.

## Auszeichnungen
Der Film war bei japanischen Filmpreisen erfolgreich. So wurde er bei den Japanese Academy Awards 1992 in den Kategorien Bester Film, Beste Regie, Bester Schnitt und Bestes Drehbuch nominiert und gewann in den Kategorien Beste Musik und Beste Nachwuchsdarstellerin (Hiroko Oshima). Bei den japanischen Blue Ribbon Awards 1992 erhielt der Film Auszeichnungen als Bester Film und für die Beste Regie. Bei den Kinema Junpo Awards erhielt Das Meer war ruhig den Publikumspreis.